# ナディア・コドラ
ナディア・コドラ（ウクライナ語: Надія Кодола、ラテン文字転写: Nadia Kodola、1988年9月29日 - ）は、ウクライナの女子バレーボール選手。ポジションはアウトサイドヒッター。ウクライナ代表。

## 来歴
- クラブチーム

Mikuliczyn出身。14歳のときにGalychanka-TNEU-GADZへ入団。9年間在籍し、2009/10シーズンの国内リーグで優勝を果たした。2011年、Khimik Yuzhnyへ移籍した。2011/12～2014/15シーズンにかけての国内リーグでは4年連続優勝に貢献した。2013/14シーズンのリーグではベストスパイカー賞を、2014/15シーズンのリーグはMVPを受賞した。その後、フランスの強豪RCカンヌへ移籍し3年間プレー。2015/16シーズンのリーグ準優勝となり自身もベストスコアラー、ベストアウトサイドヒッター賞を受賞した。2018/19シーズンはルーマニアのCSMブカレストでプレーし、ルーマニアリーグで準優勝となった。2019/20シーズンは再びRCカンヌでプレーした。2020/21シーズンからはカザフスタンのVC Zhetyssuに移籍し、カザフスタンリーグで準優勝となった。2021/22シーズンはVC Altayでプレーし、カザフスタンリーグ、カザフスタンカップ、スーパーカップで3冠を果たした。2022/23シーズンからはトルコリーグのBolu Bld.に移籍した。
- 代表チーム

アンダーカテゴリーの代表として2005年、U-18欧州選手権で金メダルを獲得。同年のU-18世界選手権に出場した。2007年、タイで開催されたU-20世界選手権では7位となった。2011年、シニアのウクライナ代表に初選出され、同年の欧州選手権でデビューした。2017年からは代表チームの主将を務め、ヨーロッパリーグで金メダルを獲得した。2021年、欧州選手権では12位となった。

## 球歴
- 欧州選手権 - 2011年、2017年、2019年、2021年

## 受賞歴
- 2014年　2013/14ウクライナリーグ　ベストスパイカー賞
- 2015年　2014/15ウクライナリーグ　MVP
- 2016年　2015/16フランスリーグA  ベストスコアラー賞、ベストアウトサイドヒッター賞
- 2021年　2020/21カザフスタンリーグ　ベストアウトサイドヒッター賞
- 2021年　アジアクラブ選手権　ベストアウトサイドヒッター賞
- 2022年　2021/22カザフスタンリーグ　ベストアウトサイドヒッター賞

## 所属クラブ
- Galychanka-TNEU-GADZ（2002-2011年）
- Khimik Yuzhny（2011-2015年）
- RCカンヌ（2015-2018年）
- CSMブカレスト（2018-2019年）
- RCカンヌ（2019-2020年）
- VC Zhetyssu（2020-2021年）
- VC Altay（2021-2022年）
- Bolu Bld.（2022-）